# Denis Vairasse
Denis Vairasse (* um 1635  in Alès; † um 1700) war ein französischer Schriftsteller, Romanist und Grammatiker.

## Leben und Werk
Vairasse (englisch: Veiras) ging als südfranzösischer Hugenotte nach England und schrieb dort seinen (zuerst englisch, dann französisch publizierten) utopischen Roman History of the Sevarambians, von dessen französischer Fassung seit 2001 eine kritische Ausgabe vorliegt.
Von 1675 bis 1685 war er in Paris und nutzte seine fremdsprachdidaktische Erfahrung für die Publikation einer Grammatik (unter dem Namen Denis Vairasse d’Allais) und eines Lehrbuchs des Französischen. 1685 vertrieb ihn das Edikt von Fontainebleau in die Niederlande, doch gibt es Anzeichen, dass er in den neunziger Jahren in seine Heimat zurückkehrte.

## Werke
- The history of the Sevarites or Sevarambi, London 1675; The history of the Sevarambians. A utopian novel, hrsg. von John Christian Laursen und Cyrus Masroori, Albany 2006, ISBN 0-7914-6777-5
- L’Histoire des Sevarambes, peuples qui habitent une partie du troisième continent, communément appellé la Terre australe. Contenant un conte exact du gouvernement, des moeurs, de la religion, & du langage de cette nation, jusques aujourd’huy inconnue aux peuples de l’Europe, 5 Bde., Paris 1677–1679, Amsterdam 1715, 1787, Paris 1972, Genf 1979 (Vorwort von Raymond Trousson), Amiens 1994, Paris 2001 (kritisch hrsg. von Aubrey Rosenberg); deutsch: A. Roberts Historie der Neu-gefundenen Völcker Sevarambes, Nürnberg 1717; russisch 1956
- Grammaire méthodique, contenant en abrégé les principes de cet art et les règles les plus nécessaires de la langue françoise, Paris 1681 (498 Seiten)
- A Short and methodical introduction to the French tongue composed for the particular use of the English, Paris 1683 (131 Seiten)